# 謝崇厚
謝崇厚（?—?），廣西省南寧府宣化縣人，清朝政治人物、同進士出身。
光緒二十年（1894年），参加光緒甲午科殿試，登進士三甲11名。同年五月，以主事分部学习。